# A i J
A i J – album polskiego trębacza jazzowego Tomasza Stańki, nagrany w kwartecie, z muzykami którzy towarzyszyli mu na poprzedniej płycie (Music 81).
Wszystkie utwory na płycie są kompozycjami Tomasza Stańki. Nagrania zarejestrowano w klubie jazzowym Akwarium w Warszawie w lipcu 1982. Płyta ukazała się jako nagranie promocyjne, edycja specjalna dla Klubu płytowego PSJ. Winylowy album wydany został w 1985 przez PolJazz (PSJ 112). Tłoczenie: Pronit Pionki.
W tym samym czasie, w 1985, album ukazał się jako wydawnictwo wytwórni Pronit (na licencji Wydawnictwa Płytowego „PolJazz”). Wydawnictwo to miało inną okładkę, bez tytułu, ale z nazwiskiem wykonawcy (oraz parą saksofonów).

## Muzycy
- Tomasz Stańko – trąbka
- Sławomir Kulpowicz – fortepian
- Witold Szczurek – kontrabas
- Czesław Bartkowski – perkusja

## Lista utworów
Strona A
| 1. | „Natka” | 7:27  |
|    |         |       |
| 2. | „A i J” | 10:16 |
|    |         |       |
|    |         | 17:43 |
|    |         |       |
Strona B
| 1. | „Stambura Road” | 7:35  |
|    |                 |       |
| 2. | „Monady”        | 10:20 |
|    |                 |       |
|    |                 | 17:55 |
|    |                 |       |

## Informacje uzupełniające
- Realizacja nagrań – Andrzej Sasin, Andrzej Lupa
- Projekt graficzny okładki (wydanie oryginalne) – Joanna Stańko
- Projekt okładki Pronitu – Piotr Kłosek